# Agave guadalajarana
Agave guadalajarana, comúnmente llamada maguey chato es una especie de agave pequeño endémica de México. Es nativa de la región de Guadalajara en el estado de Jalisco.

## Descripción
Es un agave pequeño, generalmente solitario, de forma apretada, pero ocasionalmente toma chupones. Forma rosetas compactas de 25-50 cm de alto por 35-75 cm de ancho (o más), más anchas que altas. La inflorescencia es una panícula delgada, de 4-5 cm de altura con 15 a 20 umbelas pequeñas en la mitad superior del tallo; "flores de 60 mm de largo"; tépalos delgados, mucho más largos que el tubo; cápsulas de 4,5 x 1,8 cm, estipitadas, de pico corto, de paredes gruesas, que siembran libremente. Los tépalos suelen ser dos veces más largos que el tubo.

## Distribución y hábitat
Se encuentra en laderas cubiertas de hierba de bosques de robles alrededor de elevaciones de 1.500 m en suelos rocosos volcánicos, pero las plantas a menudo prosperan en las laderas en rocas casi puras. El clima es abierto por debajo del Trópico de Cáncer con una estación seca prolongada de enero a mayo.